# Polinomis per a sumes de potències de progressions aritmètiques
Són polinomi a funció d'una variable que, quan la variable coincideix amb el nombre de sumands, calculen la suma de potències amb bases en progressió aritmètica i exponent constant. El problema és per tant trobar polinomis tals que:
{\displaystyle S_{n}^{p}(h,d)=\sum _{k=0}^{n-1}(h+kd)^{p}=h^{p}+(h+d)^{p}+\cdots +(h+(n-1)d)^{p},}
amb variable {\displaystyle n} i paràmetres {\displaystyle p,h,d} del plinomi {\displaystyle S_{n}^{p}(h,d)}; {\displaystyle ~n} i {\displaystyle p} enters no negatius, {\displaystyle h} primer terme d'una progressió aritmètica i {\displaystyle d\neq 0} diferència de la mateixa progressió, sent {\displaystyle h} i {\displaystyle d} qualsevol número real o complex
{\displaystyle S_{n}^{p}(1,1)=\sum _{k=0}^{n-1}(1+k)^{p}=\sum _{k=1}^{n}k^{p}=1^{p}+2^{p}+\dots +n^{p}~} són els polinomis identificats per la fórmula de Faulhaber
{\displaystyle S_{n}^{p}(0,1)=\sum _{k=0}^{n-1}k^{p}=0^{p}+1^{p}+\dots +(n-1)^{p}~} son los polinomios diferenciándose de los anteriores sólo en el signo de un monomio de grado p;
{\displaystyle S_{n}^{p}(1,2)=\sum _{k=0}^{n-1}(1+2k)^{p}=1^{p}+3^{p}+\dots +(2n-1)^{p}~} son los polinomios por sumas de potencias de números impares sucesivos.

## Mètode amb matrius
Per a qualsevol {\displaystyle m} sencer positiu, el cas general es resol mitjançant la fórmula següent:
{\displaystyle \quad {\vec {S_{n}}}(h,d)=T(h,d)A^{-1}{\vec {N_{n}}}\quad ,} on
{\displaystyle [{\vec {S_{n}}}(h,d)]_{r}=S_{n}^{r-1}(h,d),\quad [{\vec {N_{n}}}]_{r}=n^{r},}
{\displaystyle [T(h,d)]_{r,c}={\begin{cases}0,&{\text{es }}c>r,\\{\binom {r-1}{c-1}}h^{r-c}d^{c-1}&{\text{es }}c\leq r.\end{cases}},\quad [A]_{r,c}={\begin{cases}0,&{\text{es }}c>r,\\{\binom {r}{c-1}},&{\text{es }}c\leq r,\end{cases}},\quad }
on {\displaystyle \quad 1\leq r\leq m\quad } i {\displaystyle \quad 1\leq c\leq m\quad } 
on {\displaystyle r} (fila), {\displaystyle c} (columna) i {\displaystyle m} (ordre de la matriu) són sencers.

#### Exemples
La fórmula en el caso particular  {\displaystyle m=5~(p=0,1,...,m-1)} se convierte en :  
{\displaystyle {\begin{pmatrix}S_{n}^{0}({h,d})\\S_{n}^{1}({h,d})\\S_{n}^{2}({h,d})\\S_{n}^{3}({h,d})\\S_{n}^{4}({h,d})\end{pmatrix}}={\begin{pmatrix}1&0&0&0&0\\h&d&0&0&0\\h^{2}&2hd&d^{2}&0&0\\h^{3}&3h^{2}d&3hd^{2}&d^{3}&0\\h^{4}&4h^{3}d&6h^{2}d^{2}&4hd^{3}&d^{4}\\\end{pmatrix}}{\begin{pmatrix}1&0&0&0&0\\1&2&0&0&0\\1&3&3&0&0\\1&4&6&4&0\\1&5&10&10&5\\\end{pmatrix}}^{-1}{\begin{pmatrix}n\\n^{2}\\n^{3}\\n^{4}\\n^{5}\end{pmatrix}}}
I en el cas especial {\displaystyle m=5,~h=1,~d=2}, calcula la suma dels {\displaystyle n} primers nombres imparells consecutius
Calculant la matriu T(h,d), els elements de la qual segueixen el teorema del binomi amb els valors assignats, és a dir, T(1,2), i trobant la matriu inversa de la matriu triangular inferior {\displaystyle A} obtinguda a partir del Triangle de Tartaglia (matriu formada a partir del nombres de Bernoulli, mostrada en vermell), tenim :
{\displaystyle T(1,2)={\begin{pmatrix}1&0&0&0&0\\1&2&0&0&0\\1&4&4&0&0\\1&6&12&8&0\\1&8&24&32&16\\\end{pmatrix}},\qquad A^{-1}={\begin{pmatrix}\color {red}1\color {black}&0&0&0&0\\\color {red}-{\frac {1}{2}}\color {black}&{\frac {1}{2}}&0&0&0\\\color {red}{\frac {1}{6}}\color {black}&-{\frac {1}{2}}&{\frac {1}{3}}&0&0\\\color {red}0\color {black}&{\frac {1}{4}}&-{\frac {1}{2}}&{\frac {1}{4}}&0\\\color {red}-{\frac {1}{30}}\color {black}&0&{\frac {1}{3}}&-{\frac {1}{2}}&{\frac {1}{5}}\end{pmatrix}}}
multiplicant les files per les columnes de les dues matrius s'obté
{\displaystyle {\begin{pmatrix}S_{n}^{0}({1,2})\\S_{n}^{1}({1,2})\\S_{n}^{2}({1,2})\\S_{n}^{3}({1,2})\\S_{n}^{4}({1,2})\end{pmatrix}}={\begin{pmatrix}1&0&0&0&0\\0&1&0&0&0\\-{\frac {1}{3}}&0&{\frac {4}{3}}&0&0\\0&-1&0&2&0\\{\frac {7}{15}}&0&-{\frac {8}{3}}&0&{\frac {16}{5}}\end{pmatrix}}{\begin{pmatrix}n\\n^{2}\\n^{3}\\n^{4}\\n^{5}\\\end{pmatrix}}={\begin{pmatrix}n\\n^{2}\\-{\frac {1}{3}}n+{\frac {4}{3}}n^{3}\\-n^{2}+2n^{4}\\{\frac {7}{15}}n-{\frac {8}{3}}n^{3}+{\frac {16}{5}}n^{5}\\\end{pmatrix}}.}
y per tant:
{\displaystyle S_{n}^{0}(1,2)=n,\quad S_{n}^{1}(1,2)=n^{2},\quad S_{n}^{2}(1,2)=-{\frac {1}{3}}n+{\frac {4}{3}}n^{3},\quad S_{n}^{3}(1,2)=-n^{2}+2n^{4},\quad S_{n}^{4}(1,2)={\frac {7}{15}}n-{\frac {8}{3}}n^{3}+{\frac {16}{5}}n^{5}.}.
Finalment, si interessen les sumes dels tres primers sumands
{\displaystyle S_{3}^{0}(1,2)=3,\quad S_{3}^{1}(1,2)=9,\quad S_{3}^{2}(1,2)=35,\quad S_{3}^{3}(1,2)=153,\quad S_{3}^{4}(1,2)=707=1^{4}+3^{4}+5^{4}.}

## Mètode amb polinomis de Bernoulli
La següent fórmula resol el problema de forma implícita utilitzant polinomis de Bernoulli:
{\displaystyle S_{n}^{p}(h,d)={\frac {d^{p}}{p+1}}(B_{p+1}(n+{\frac {h}{d}})-B_{p+1}({\frac {h}{d}}))~~}
En particular:
{\displaystyle S_{n}^{p}(1,1)={\frac {B_{p+1}(n+1)-B_{p+1}(1)}{p+1}}}
{\displaystyle S_{n}^{p}(0,1)={\frac {B_{p+1}(n)-B_{p+1}(0)}{p+1}}}
{\displaystyle S_{n}^{p}(1,2)=2^{p}{\frac {B_{p+1}(n+{\frac {1}{2}})-B_{p+1}({\frac {1}{2}})}{p+1}}}